# 타우버의 정리
타우버의 정리(Tauber's theorem, -定理)는 해석학의 초등적인 정리 중 하나로, 오스트리아-헝가리 제국의 수학자 알프레트 타우버(Alfred Tauber)의 이름이 붙어 있다. 슈톨츠-체사로 정리의 부분적 역을 제공하는 정리이다.

## 공식화
타우버의 정리는 다음과 같이 공식화할 수 있다.:166
- 음이 아닌 항의 단조증가수열 {sn}에 대해, 이 수열이 어떤 실수 L로 체사로 덧셈가능하면, 실제로 이 수열은 무한대에서 L로 수렴한다.

## 증명
{sn} 가 L로 체사로 덧셈가능이라 가정하자. 만약 무한대에서 이 극한값이 존재한다면 슈톨츠-체사로 정리에 의해 반드시 L이어야 한다. 그러므로 이 수열은 무한대에서 발산한다고 가정하자. 그런데 이는 단조증가수열이므로, 발산한다면 반드시 양의 무한대로 정발산해야 한다. 이를 가정하여 모순이 됨을 보이자.
한편 다음과 같이 정의한 자연수열 {Mn}에 대하여,
Mn := Max{m|m∈{1, 2, ..., n}은 nsm ≤ s1 + ... + sn을 만족하는 자연수}
{sMn}은 {sn}의 부분수열이 되고, 따라서 단조증가한다. 왜냐하면,
{\displaystyle (n+1)\sum _{k=1}^{n}s_{k}=n\sum _{k=1}^{n}s_{k}+\sum _{k=1}^{n}s_{k}\leq n\sum _{k=1}^{n}s_{k}+ns_{n}\leq n\sum _{k=1}^{n}s_{k}+ns_{n+1}=n\sum _{k=1}^{n+1}s_{k}}
이기 때문이다. 만약 이 부분수열이 유계라면, 상한과 동일한 값을 갖는 수열의 항이 존재할 것이고, {sn}은 정발산하므로 이보다 큰 고정된 sr이 존재하여, 충분히 큰 n에 대해 다음 식이 항상 성립한다.
{\displaystyle ns_{r}>\sum _{k=1}^{n}s_{k}.}
이항하고 정리하면,
{\displaystyle \sum _{k=1}^{n}(s_{r}-s_{k})>0.}
그런데 {sn}은 정발산하므로 k'<m이면 sr - s0 < sm - sr 을 만족하는 자연수 k'가 존재하고, 양수인 (s_r - s_k)의 항은 많아야 r-1개이므로, n ≥ k'+r-1인 모든 n에 대하여 {\displaystyle \sum _{k=1}^{n}(s_{r}-s_{k})\leq 0} 을 만족한다. 이는 이상에 모순이고, 그러므로 {sMn}은 양의 무한대로 발산해야 한다.
이제 {\displaystyle s_{M_{n}}\leq {\frac {s_{1}+...+s_{n}}{n}}}에서 양 변을 무한대로 증가시키는 극한을 취하면, 초실수체 상에서,
{\displaystyle \infty \leq L}
을 얻고, 이는 모순이다.

## 같이 보기
- 슈톨츠-체사로 정리

## 참고 문헌
- Korevaar, Jacob (2004). 《Tauberian theory. A century of developments》. Grundlehren der Mathematischen Wissenschaften 329. Springer-Verlag. ISBN 978-3-540-21058-0.
- Montgomery, Hugh L.; Vaughan, Robert C. (2007). 《Multiplicative number theory I. Classical theory》. Cambridge tracts in advanced mathematics 97. Cambridge: Cambridge Univ. Press. 147–167쪽. ISBN 0-521-84903-9.
- Tauber, A. (1897). “Ein Satz aus der Theorie der unendlichen Reihen (A theorem from the theory of infinite series)”. 《Monatsh. F. Math.》 (독일어) 8: 273–277. doi:10.1007/BF01696278. JFM 28.0221.02.
- Wiener, N. (1932). “Tauberian theorems”. 《Annals of Mathematics》 33 (1): 1–100. doi:10.2307/1968102. JSTOR 1968102.